# Skamlingsbanken
Skamlingsbanken er en 2–3 km lang randmoræne i Sydjylland mellem Kolding og Hejlsminde. Dens top Højskamling, hvorfra man kan se langt ud over det meget kuperede område, var med sine 113 m o.h. det højeste punkt i det historiske Sønderjylland. Banken ligger i Vejstrup Sogn, som hørte til Hertugdømmet Slesvig, men var et af dem, der ved fredsslutningen efter krigen i 1864 blev indlemmet i Kongeriget Danmark. Sognet kom således ikke under preussisk styre og hører derfor ikke til Sønderjylland efter den nutidige definition.
Siden 1843 har Skamlingsbanken været ramme om en række store folkemøder. Mange fremtrædende personer har holdt taler her, bl.a. N.F.S. Grundtvig, Laurids Skau og Orla Lehmann. Siden 1998 er der afholdt årlige gratis operakoncerter med op til 30.000 tilhørere.

## Geologi
Skamlingsbanken er dannet af ler, der er blevet skubbet op fra Lillebælt af gletsjere i forskellige istider. Den blev dannet første gang under den gammelbaltiske istid for ca. 22–25.000 år siden. Et par tusinde år senere trængte Nordøstisen frem fra øst og påvirkede området. For ca. 14–15.000 år siden kom den ungbaltiske is til området fra syd og sydøst, og en del af denne is blev til Lillebæltgletcheren, som formede Skamlingsbanken og det storbakkede og kuperede terræn syd for Kolding.
Fra Højskamling falder landskabet stejlt mod øst og ender i vigen Mosvig. Mod vest falder landskabet til et niveau på ca. 60 m o.h., og dette niveau forsætter helt ind til den jyske højderyg.
- Udsigten mod vest
- Udsigt mod Lillebælt
- Udsigt mod syd

## Natur
De omkringliggende skove består hovedsagelig af bøg, nogle op til 40 meter høje. Området har været dækket af skov i århundreder, hvilket har bevirket et rigt dyreliv.
Området mellem Skamlingsbanken og Grønninghoved er præget af stor naturrigdom, og er botanisk set et af Sønderjyllands vigtigste tilbageblevne overdrev.
Her er specielle planter f.eks vokshatte, Lav tidsel, Hvidtjørn med fodposer. Fodposerne opstår af kreaturernes gentagne bid forneden, der holder den nederste vækst i ro, mens den foroven vokser vildt. Nogle er overdrevene får lov til at passe sig selv og her vokser f.eks. slåen, tjørn, roser, hyld og anden kratvækst, mens andre bliver passet for at bevare den skrøbelige overdrevsnatur. De er dog alle beskyttet af naturbeskyttelsesloven.

## Historie
I 1500-tallet tilhørte området Frederik 2. og var en del af hans vildtbane, der strakte sig helt til Vejle. Det tilhørte kronen i mange år, indtil man i 1764 begyndte at sælge forskellige områder fra. Et enkelt område, Grønninghoved Strandskov, forblev dog kronens eje og er i dag statsskov. De mange århundreder med vild skov har efterladt kulturhistoriske minder som gravhøje, hulveje og diger.
Efter krisen om Slesvig-Holsten i 1800-tallet rejste der sig en vilje til at beholde og styrke danskheden og det danske sprog i Sønderjylland.
Under et møde i Stændersalen i Slesvig by i december 1842, vakte det stor opsigt da først købmand Peter Hiort Lorenzen, Haderslev talte på dansk, derefter Nis Lorentzen fra Lilholt og Posselt fra Københoved, gjorde det samme. Tyskerne opfattede dette som en fornærmelse, mens dansksindede sønderjyder så det som en patriotisk sejr, der skulle fejres. Det udmundede i en festlighed 21. februar 1843 på en kro i Sommersted. Ved dette møde holdt gårdejer Laurids Skau en stor tale og sluttede med ordene "Ligesom vore forfædre vil vi tømme et Løftets Bæger. Ikke skal vi begynde med at love noget så stort som at vende ryggen til enhver embedsmand, der taler tysk til os, ej heller at vi inden tre år vil jage hertugen af Nordalbingien ud af landet, men vi vil love og holde – inden tre år at samles til gilde igen". Hvorpå møller Hans Iver Staal råbte; "Vi vil samles inden tre måneder". Dette udbrud forklarede han på følgende måde; nogle patriotiske mænd fra hans egn, havde valgt at fejre d. 14 maj hvert år, for at hædre det kongelige reskript af 14. maj 1840, hvor dansk indførtes i de offentlige forhold, der omhandlede kirke- og skolesprog. De havde udset sig Skamlingsbanken, hvor de havde sikret sig 7 tønder land som forsamlingssted. De overraskede og begejstrede mødedeltagere nedsatte straks et udvalg, der skulle samle de 440 daler kurant. Det lykkedes i løbet af et par uger. Formelt set gik Skamlingsbanken først over i foreningens eje i 1854, hvor de fik kongens underskrift som retsligt bestående og kongeligt autoriseret.
Vejstrup Sogn hørte til hertugdømmet Slesvig, men undgik at blive afstået til Preussen efter krigen i 1864. 8 slesvigske sogne syd for Kolding, deriblandt Vejstrup, blev ved fredsslutningen byttet med de kongerigske enklaver i Vestslesvig, så Skamlingsbanken blev i Danmark.

## Sprogfesterne
Det medførte en række af sprogfester, som sidenhen udviklede sig til en slags folkefester og nationale møder. Den første 18. maj 1843, dog ikke d. 14. maj, da dette var en søndag, og man ikke ville i konflikt med Helligdagsloven. Denne første fest startede ved solopgang og her hejstes Dannebrog, et kæmpemæssigt splitflag, 12 alen langt og 6 alen bredt. Kl. 11 indviedes Højskamling og Laurids Skau leverede som den første taler en stor tale, skrevet i samarbejde med Christian Flor.
Derefter talte Drewsen og overrakte et sølvdrikkehorn til P. Hiort-Lorenzen. Det var banket af danske sølvmarkstykker og bar inskriptionen;
"Han talte dansk og vedblev at tale dansk."
Senere indviedes Højskamlings Fane med en tale af lærer A.C. Kloster fra Moltrup og resten af dagen gik med sang, musik, skiveskydning og dans. Ved mørkets frembrud sluttede festen med bål og sang.
Det 2. møde, 4. juli 1844, blev et protestmøde, da kongen havde forringet det danske sprogs indflydelse med Patentet af 29. marts 1844. Her var modersmålets bevarelse et hovedtema, som henvendte sig til hele Norden. Aftenen forinden var der ankommet en damper med 120 københavnere, heriblandt Grundtvig, Orla Lehmann, Carl Ploug og Meïr Aron Goldschmidt. Mødedeltagelsen var enorm og festen startede ved solopgang med hejsning af flaget under kanonsalut, hvorefter sognefoged Kaj Hansen fra Vonsild bød velkommen og Laurids Skau talte. En af tilhørerne var Carl Ploug, og det er nok denne tale, han henviser til, da han senere skrev om den bonde, der taler;
| Citat | ...fra Sønderjyllands Høj, tusinder lytted' og stirred', som funklende Stjerneskud Tankerne fløj, som Sværdehug Ordene klirred'. | Citat |
|       | |       |

Næste taler var N.F.S. Grundtvig, der afsluttede sin store tale med en slags spådom;
| Citat | Nordslevigeren blev ved at tale Dansk, det skal efter Aarhundreders Forløb være det kærnefulde Udtog af Eders Kæmpehistorie. | Citat |
|       | |       |

Hiort-Lorenzen gik derefter på talerstolen og fortalte om Amerikas Frihedsdag, og han havde netop valgt 4. juli som dato for dette Skamlingsbankemøde. Derefter talte Orla Lehmann og tilsagde sønderjyderne fostbroderskab til at stå last og brast i trængslens tider og farens stund. Professor C. Paulsen sagde at et folk kun er fortabt, når det fornægter sig selv. Efter middagspausen talte Carl Ploug og han hævdede at, bag Nordslesvigerne stod ikke blot det danske folk, men hele Skandinavien. Kloster, en lærer fra Sommersted var også på talerstolen og efter ham fulgte Meïr Aron Goldschmidt, der var redaktør på Corsaren og han sagde bl.a.;
| Citat | Jeg er eders Broder. Her er min Haand. Kan den skrive for Jer, kan den slaa for Jer, saa kommander! | Citat |
|       | |       |

Denne fest sluttede med kæmpebål, der bestod af 3–4 læs træ og nogle tjæretønder.
Det 3. møde blev også et protestmøde. 18. juli 1845 trak 8.000 mennesker til, hvoraf en del fra Norge og Sverige. Blandt talerne var Laurids Skau, St. St. Blicher, Fr. Barfod, og Carl Ploug, hvis tale blev undertrykt af censuren i Danmark, men blev refereret i svenske blade. Det 4. møde var præget af glad forventning, på grund af det åbne kongelige brev af 8. juli 1846, der fuldt ud hævdede Danmarks ret til Slesvig. Ved dette møde talte Carl Ploug atter, og igen blev talen censureret. Det 5. møde, 28. juni 1847, blev en glædens fest, da Laurids Skau glad berettede om oprettelsen af et dansk skolelærerseminarium, og at det tyske gymnasium i Haderslev nu skulle omdannes til et dansk. Derefter besteg forstander Helweg fra Rødding Højskole talerstolen og alle skolens elever sang. Der var mødt næsten ligeså mange mennesker frem, som til protestmødet i 1844. Dette møde blev den sidste sprogfest, inden de Slesvigske krige startede.

## Andre folkemøder
Efter de første 5 sprogfester holdt man en række folkefester, den første i 1851 og den sidste i 1859, men her var besøgsantallet mindre da sprogfesternes hovedgrundlag ikke længere havde den store betydning. Denne betydning var faldet, da man havde indført flere sprogreskripter i denne periode, og dansk var blevet skolesprog i de dele der talte sønderjysk.
Folk vedblev dog at holde møder og fester på Skamlingsbanken i forskellige anledninger. F.eks. har Dansk Missionsselskab i årene efter 2. verdenskrig, på Grundlovsdag holdt deres årlige missionsmøde på Skamlingsbanken. I 1883 afholdtes et stort møde af nordiske højskoleforstandere og højskolelærere og i årene omkring 1900 mødtes mange mennesker til foredragsaften på Sankt Hans dag. 4. juni 1906 talte digteren Bjørnstjerne Bjørnson på Højskamling for 10.000 mennesker og udbrød;
| Citat | Jeg har ofte set, at synskredsen blev randet af bjerge, af høje og af havet, men aldrig har jeg før set tusinder af mennesker rande den. | Citat |
|       | |       |

Indtil 1946 var der holdt ikke mindre end 149 folkemøder af forskellig karakter på Skamlingsbanken.

### Skamlingsbanke Holdeplads
Kolding Sydbaner (1911–48) oprettede Skamlingsbanke Holdeplads på sin jernbanelinje mellem Kolding og Hejlsminde (Hejlsmindebanen). Holdepladsen var med et 122 m langt sidespor beregnet til lange særtog, og den blev i de 3 sommermåneder typisk benyttet af 13.000 rejsende. Arkitekten Robert V. Schmidt havde tegnet en pavillon med venterum og garderobe. Om sommeren var her billetsalg og ekspedition af cykler og rejsegods. Holdepladsen lå ved foden af banken – 54 m o.h. – så de rejsende måtte gå et par km op ad bakke for at komme til det højeste punkt på 113.

### Genforeningsfesten
Efter 1. verdenskrig og inden den officielle genforening i 1920 afholdtes der søndag 13. juli 1919 en stor genforeningsfest. Alle landets sangkor mødte op og der var op mod 15.000 deltagere. Magister Viggo Bierring bød først velkommen og dernæst mindedes professor Ellinger de faldne i krigen, hvorpå alle rejste sig og blottede hovederne til den kongelige kapelmester Georg Høebergs taktfaste dirigering af Jylland mellem tvende have. Senere sang hans broder, kongelig kammersanger Albert Høeberg, sangen; Fra fjerne lande kom hun Dronning Dagmer. Den danske stemning blev fastholdt af Tenna Kraft, der fremførte jeg gik mig ud en sommerdag og Holger Drachmanns sang om de sønderjyske piger. Der var et meget stort bifald, da de sønderjydske sangkor under fotograf Gaasvigs ledelse sang forskellige fædrelandssange. Hele festen sluttede i højt humør, trods flere regnbyger dagen igennem, og alle fremmødte sang Kongernes Konge. Der blev efterfølgende holdt flere genforeningsfester, men ingen overgik denne fests stemning. Allerede ugen efter genforeningsfesten holdt de danske ungdomsforeninger deres årsstævne på Skamlingsbanken, og her talte kirkeminister Jacob Appel, H. D. Kloppenborg Skrumsager og biskop Christian Ludwigs.

### Det Unge Grænseværn
Det Unge Grænseværn blev stiftet i 1934, og de valgte at holde deres første årsmøde på Skamlingsbanken, hvilket slog den hidtidige besøgsrekord, da der blev solgt 25.000 adgangstegn, og der mødte ekstra 5–10.000 op uden adgangstegn. For at klare den store tilstrømning af mennesker blev der indsat flere tog med hver 15 vogne, ekstradampere sejlede for fuld fart og ca. 1000 biler blev noteret. Dagen startede pompøst med Kongesangen, som alle sang stående og senere Der er et yndigt land hvorunder alle blottede hovederne. Årsmødet blev åbnet af Skamlingsbankeselskabets formand, propietær O. Juhl og lededes løbende af direktør Hammerich fra Tønder og Danske Folkekors jyske kreds sang højlydt og blev dirigeret af lektor Ottosen fra Haderslev. Efter en tale af grænseværnets formand, lærer Peter Larsen Marcussen fra Tønder, gik H.P. Hanssen på talerstolen under et langvarigt bifald. Her talte han om de tidligere historiske Skamlingsbankemøder og citerede Laurids Skaus ord:
| Citat | Det er løver, og ikke aber der springer i det danske våben. | Citat |
|       |                                                             |       |

Han fortsatte talen med; "Da jeg var 14 år, stod jeg her og lyttede, og siden fulgte den slægt, som greb den synkende fane, før det var for sent."
Efter en tale af professor Lauritz Weibull fra Lund, talte nordmanden Ronald Fagen om en reel Skandinavisme.Gunnar Gunnarsen fremhævede at ideen om et nordisk grænseværn "skal være Islands hilsen i dag". Redaktør J. Kronika udtrykte sin mening således; "Vi bør i dag forene os i løftet fra 1845 om ubrydeligt fostbroderskab til hævdelse af dansk ret og til det Nordens bedste". Om aftenen sang man Det unge grænseværns kampsang, der var skrevet af bibliotekar Carl Dumreicher, og der blev holdt yderligere taler af lærerinde Inger Enemark, pastor Birger Tønnesen fra Oslo og advokat Karling fra Malmø og andre personer. Aftenen sluttede med bål, og da holdt professor Vilhelm Andersen en beåndet båltale med ordene;
| Citat | Her ved Skamling mødes hav,himmel og jord. Her mødes landets forskellige dele. Her har alle stænder og stammer mødt hinanden. Her sluttes slægternes kæde.... | Citat |
|       | |       |

### Befrielsesfesten
Det største møde blev afholdt 24. juni 1945 for at fejre befrielsen. Det var arrangeret af modstandsbevægelsens Region 3 og havde over 80.000 deltagere. Der var taler af mange forskellige personer, bl.a. de 3 ministre Frode Jakobsen, Mogens Fog og Aksel Larsen. Undervejs i festen var der bålfest, opvisning af britiske tropper og flere kunstnere og dansere fra Det Kongelige Teater.

### Operafesterne
Den første operafest blev holdt i 1998 og havde ca. 15.000 deltagere. Der var operakor, monologer og forskellige solosangere. Der var bl.a. musik af Carl Nielsen, Mozart, Puccini og Wagner. Festen var arrangeret i et samarbejde mellem Det kongelige Teater og foreningen Klassisk i Kolding, der havde reageret på teatrets efterlysning i Danmarks Radio af en samarbejdspartner i Jylland. Officielle myndigheder som kommuner og amt blev kontaktet og alle var positive over for ideen. Berørte parter som lodsejere, Skamlingsbankeselskabet og Klokkestabelfonden blev kontaktet, og det var starten på et langvarigt samarbejde, som udmundede i en operafest hvert år i august. Den ledes i dag af en styrelse med repræsentanter for Kolding Kommune, Det Kongelige Teater, Visit Kolding, Skamlingsbankeselskabet, Klokkestabelfonden samt netværket ”Operafestens venner”. Netværket består af frivillige, som påtager sig en række planlægnings- og organisatoriske opgaver forud, under og efter arrangementet. Til selve festen er der yderligere et par hundrede frivillige i gang for at hjælpe de mindst 5–7.000 besøgende. Arrangementet hedder nu Det Kongelige Teater på Skamling.

### Mindestøtten
På Skamlingsbankens højeste punkt, Højskamling, står en 16 meter høj mindestøtte for 18 personer, der har gjort noget særligt for den danske sag i Slesvig. Mindestøtten er lavet af 25 granitblokke og blev rejst i 1863. Ideen til den opstod allerede i 1845, da møller Staal på en efterårsgeneralforsamling foreslog, at hver af selskabets medlemmer skulle skænke en sten og derved danne en stor granitsøjle. Det blev dog henlagt og først i 1850'erne, da der var blevet dannet en monumentkomité, der skulle skaffe penge til et mindesmærke i Fredericia for general Frederik Rubeck Henrik von Bülow fik indsamlet 9.000 daler, og der blev penge i overskud, kom der skred i sagen.[kilde mangler] Efter en del snak frem og tilbage, blev de 18 navne valgt, og selve udformningen blev gjort af arkitekt, professor Ferdinand Meldahl. Stenene ankom i sensommeren 1863 med skib fra Strømstad, leveret af stenbrugsejer Kullgrens enke i Uddevalla. Beboerne i Tyrstrup Herred stillede gratis 104 forspand heste til transporten og d. 10 oktober var den sidste sten bragt derop og stenhugger Hans Klewing begyndte straks arbejdet. Den fik dog kun lov til stå oprejst i 5 måneder, da preusserne den 21. marts 1864 under den tyske besættelse under 2. Slesvigske Krig, sprængte den i luften. Dette var dog ikke uden problemer. Efter flere forgæves forsøg, måtte man tilkalde en lokal stenhugger, og true ham på livet til at bore huller i stenene, og endelig ved aftenstide affyrede tyskerne en kæmpemine, hvorpå søjlen løftede sig og faldt 43 skridt derfra i sydøstlig retning. Den 16. april blev stenene solgt på auktion, men gårdejer Raaben fik 2 af egnens folk til at købe stenene, uden at tyskerne anede uråd. De blev slæbt ind på nabomarken og gemt. Efter krigen kom de tilbage for at hente stenene, og i maj 1866 genrejstes mindestøtten.
Liste over personnavne på mindestøtten:
- W.H.F. Abrahamson (1744–1812)
- Andreas Gottlieb Fabricius (1732–1804)
- Frederik Fischer (1809–1871)
- Christian Flor (1792–1875)
- Peter Hiort Lorenzen (1791–1845)
- Thomas Hoyer Jensen (1771–1839)
- Claus Jaspersen (1777–1847)
- Peter Christian Koch (1807–1880)
- Hans Andersen Krüger (1816–1881)
- Nis Lorenzen Lilholt (1794–1860)
- Claus Manicus (1795–1877)
- Hans Nissen (1788–1857)
- Georg Hermann Overbeck (1743–1796)
- Christian Paulsen (1798–1854)
- Erik Pontoppidan den yngre (1698–1764)
- Laurids Skau (1817–1864)
- Hans Ivar Staal (1796–1861)
- Carl Wilhelm Anton von Wimpffen (1802–1839)

### Talerstolen
Skamlingbankens talerstol er en 14–15 store granitsten placeret i en form som en stensætning, hvor forsidestenen er en stor udhugget granitsten med motiver lavet af Lorenz Frølich, og selve udhugningen er udført af Niels Larsen Stevns. Ved Sankt Hans mødet i 1902 besluttedes at rejse denne talerstol og året efter, den 24. juni 1903 var den klar til indvielse. På talerstolens forside er to løver, Hertugdømmet Slesvigs gamle våbenbillede, kronet af det danske rigsvåbens ni hjerter. Derudover er Thors hammer Mjølner afbilledet, fordi den kun anvendtes i den gode sags tjeneste, og i denne to fisk som symbol på kristendommens sejr over hedenskaben. Der er også afbilledet en Lærke, på talerstolen, fordi den var et tegn på ”folkesangens dragende magt”. Den store sten til højre for talerstolens forside har følgende Grundtvig citat indhugget;
| Citat | Ordet, det er guddomsunderværket, det er folke-kendemærket | Citat |
|       |                                                            |       |

Drikkehornet, som Hiort-Lorenzen havde modtaget ved den første sprogfest er afbildet på stenen ved siden af, fordi han ”vedblev at tale dansk”.
 Den første sten til venstre for forsiden har indhugget navnene på hovedtalerne ved det andet møde: N.F.S. Grundtvig. Orla Lehmann. Carl Ploug. M. Goldschmidt.
De Samvirkende Sønderjyske Foreninger lod efter pastor Johannes Clausen død i 1908, følgende inskription indhugge i den fjerde sten til venstre for talerstolen: Johannes Clausen, D.S.S.F, Tak!.

### Mindesten for Mouritz Mørk Hansen
Inden afsløringen af dette mindesmærke var der en del debat, fordi mindesmærket mindede om et gravmæle. Flere udtrykte derfor frygt for, at Skamlingsbanken skulle blive en kirkegård uden døde. Projektet blev dog fuldført og d. 30. juni 1899 afsløredes mindesmærket for Mouritz Mørk Hansen (på stenen stavet "Mourits"). Mørk Hansen havde som medlem af stænderforsamlingen arbejdet for den for den sønderjyske sag. Mindesmærket er udført i lysegrå bornholmsk granit efter tegning af sønnen, arkitekt V.J. Mørk-Hansen og selve portrætmedaljonen er udført af Anne Marie Carl Nielsen. Øverst på mindesmærket ligger en krans og en opslået bog, lavet i sten, hvis tekst lyder:
| Citat | Vi tro, derfor taler vi | Citat |
|       |                         |       |

Der er yderligere indhugget en tekst over portrætmedaljonen; "Vaar og Høst skal Haabets Sag aldrig blandt os glemmes", og under medaljonen; "Til Minde om den sønderjyske Sags ihærdige Talsmand Mourits Mørk Hansen. Tak for trofast Arbejde". På bagsiden står initiativtagerne, De samvirkende sønderjydske Foreninger og år; "Rejst af D.S.S.F 1899".

### Mindesten for Peder Skau
Den 21. juli 1921 blev mindesmærket for Peder Skau, Laurids Skaus bror, afsløret og er det sidste af mindesmærkerne for enkeltpersoner på Skamlingsbanken. Peder Skau skulle med dette mindesmærke hædres for sin indsats for danskheden i Sønderjylland. Mindesmærket er en buste, placeret øverst på en slank grå granitsøjle. Busten er udført af billedhugger Carl Martin Hansen.
Inskriptionen på søjlens forside er "Peder Skau 1825–1917 Ret og Sandhed"

### Mindesten for N.F.S. Grundtvig
Idéen om at rejse en mindesten for N.F.S. Grundtvig opstod under et stævne i 1883 for nordiske højskoleforstandere og højskolelærere. Indvielsen skete derefter ved en privat fest 4. juli 1884, som blev holdt på 40 årsdagen for Grundtvigs store tale heroppe.
Mindestenen har en lille hvid medaljon nederst og øverst er følgende inskription indhugget;
Nikolai Frederik Severing

Grundtvigs Minde

4. juli 1844 – 4. juli 1884

Svenske og Folkhöiskoler reiste denne Sten

### Mindesten for Christian Flor
På foranledning af Sønderjysk Centralforvaltning rejstes 14. juli 1912 et minde for Christian Flor, fordi han havde rejst og ledet "Danskhedens Kamp i Sønderjylland" indtil 1848 og havde oprettet Rødding Højskole i 1844. Kunstneren er ukendt. Øverst er der et portræt af Flor og nederst et bronzeskjold med følgende inskription, skrevet af Carl Ploug;
| Citat | Vort modersmaal han elsked', hun var hans ungdomsbrud for hendes ret og ære at drog han ud hvor mest hun blev forhaanet og trampet under fod han hendes ros forkyndte med frit og frejdigt mod. | Citat |
|       | |       |

Under bronzeskjoldet er der indhugget;
Rejst af

Sønderjydsk Centralforvaltning

MCMXII.

### Mindesten for Laurids Skau
Øst for talerstolen står et obeliskformet mindesmærke for Laurids Skau, som blev indviet 18. maj 1883. Indvielsen skete på 50 årsdagen for det første Skamlingsbankemøde, og nederst, kan man læse Grundtvigs vers;
| Citat | Ordet lød som Tordenbrag, rulled’ over Skoven ramte og som Tordenslag, kasted’ Glans paa Voven tændte Baal i Kæmpefavn, tændte Skamlingsbankens Bavn med de klare Luer | Citat |
|       | |       |

### Mindesten for Theodor August Jes Regenburg
Lidt længere borte, på det sted hvor bestyrelsen ved de første Skamlingsbankemøder havde deres telt, rejstes der 2. september 1898 en mindesten for stiftamtmand Theodor August Jes Regenburg. Han gjorde en stor indsats for at indføre dansk i kirke- og skolesprog og sikrede mange historiske dokumenter omkring den sønderjyske sag. Mindesmærket er en slank obelisk af granit, med en portrætmedaljon udført af Vilhelm Pacht og forneden er følgende tekster indhugget;
Mod vest: Theodor August Jes Regenburg f. 20/4 1815. d. 7/6 1895

Mod nord: Danmarks trofaste Søn

Mod øst: Departementschef i Ministeriet for Slesvig. Senere Stiftamtmand i Aarhus Stift

Mod syd: Danskhedens kraftige Støtte
- Mindesmærker på Skamlingsbanken
- Peder Skau
- Christian Flor
- N. F. S. Grundtvig
- Mouritz Mørk Hansen
- Laurids Skau
- Theodor August Jes Regenburg

- Umiddelbart øst for mindestøtten findes Restaurant Skamlingsbanken
- Sydøst for mindestøtten findes et besøgscenter med cafe og en lille udstilling